# Patrick von Irland

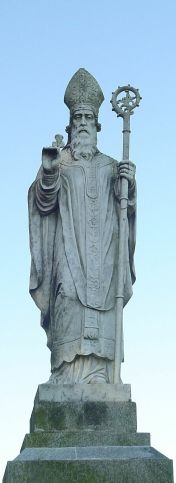
Statue von St. Patrick am Hügel von Tara

Der heilige Patrick von Irland (lateinisch Magonus Sucatus Patricius, irisch Pádraig Mac Calprainn, Naomh Pádraig; * Ende 4./Anfang 5. Jh. in der römischen Provinz Britannien; † 17. März 461 oder 493 im County Down, Irland) war ein römisch-britischer christlicher Missionar und gilt in Irland als Nationalheiliger.

## Leben und Legenden

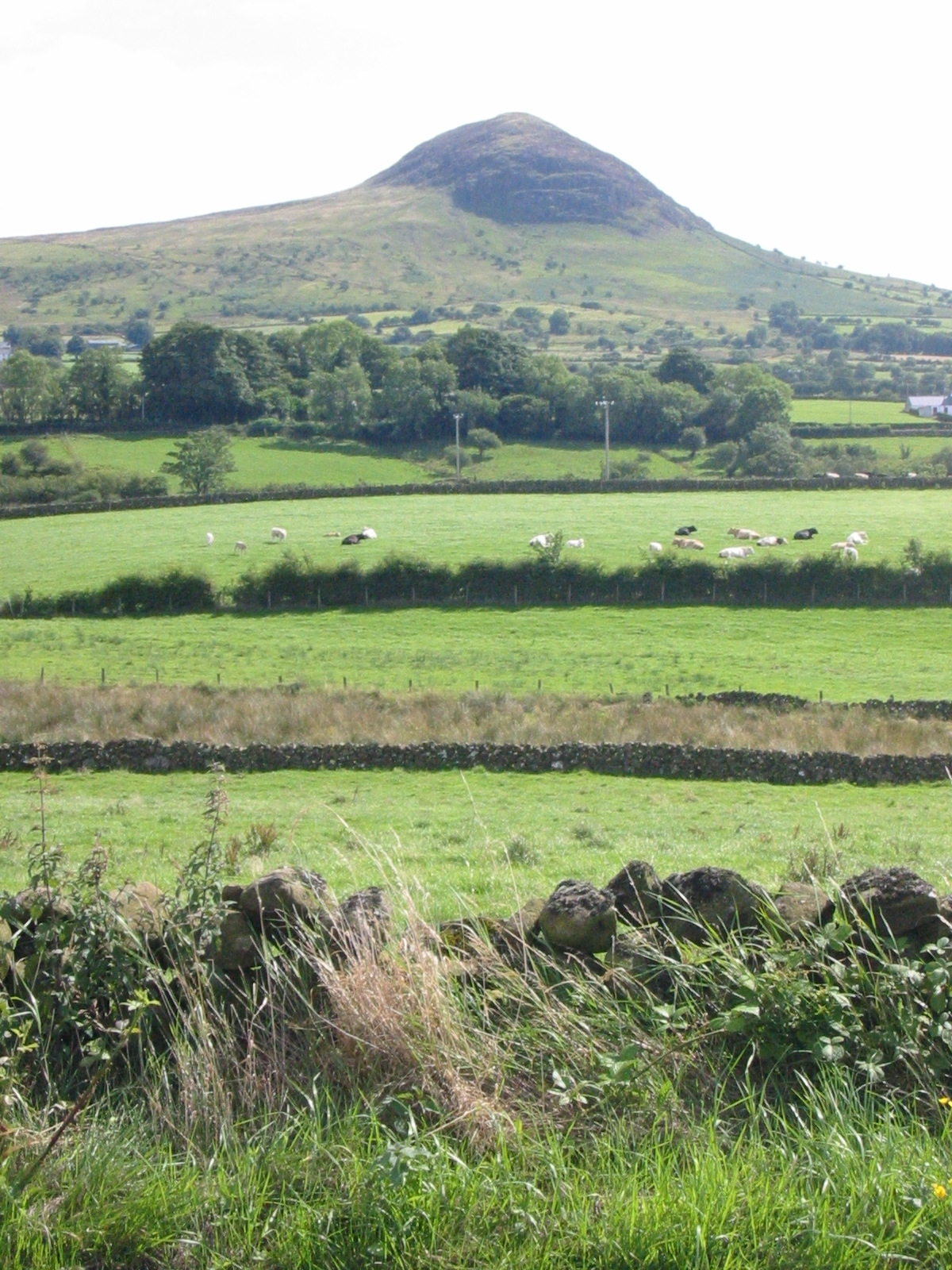
Slemish im County Antrim, wo Patrick als Hirte gearbeitet haben soll, als er ein Sklave war.

Es fällt schwer, historisch gesicherte Fakten aus den Heiligenlegenden, die später um Patrick kreisten, zu gewinnen. Beispielsweise existieren irisch-walisische Legenden, die Patrick als heidnischen Waliser namens Patrick Maewyn ansehen.
Die wohl zuverlässigsten Angaben lassen sich daher seinen eigenen Schriften (vor allem der confessio) entnehmen. Demnach hieß er Patricius – in der Spätantike ein gebräuchlicher römischer Name –, wurde um das Jahr 400 geboren und war der Sohn des Calpornicus, eines römischen Offiziers, der in der Provinz Britannia stationiert und überdies als Diaconus in der örtlichen Kirchengemeinde tätig war. Patricius war demnach bereits im katholischen Glauben erzogen worden und stolz auf seine Religion und römische Bildung. Das Landgut seiner Eltern habe in der Ortschaft Bannaventa Berniae gelegen, deren Lokalisierung ungewiss ist – vielleicht ist sie mit dem heutigen Banwen (bei Port Talbot in Südwales) zu identifizieren, aber daneben wurde auch Banwell in Somerset (England) oder Old Kilpatrick in West Dunbartonshire (Schottland) vermutet. Jedenfalls sei er im Alter von sechzehn Jahren durch plündernde Sklavenjäger von seinem Heimatort an einen von ihm selbst nicht näher benannten Ort in Irland gebracht worden, wo er Schafe hüten musste. Dort habe er Trost im Christentum gefunden. Folgt man seinen Ausführungen in der confessio weiter, so lernte er trotz seines schweren Lebens in Knechtschaft das raue Land und seine Bewohner zu lieben. Nach etwa sechs Jahren soll ihm dann in einer Vision ein Engel namens Victoricus verkündet haben, dass er fliehen solle. Er reiste daraufhin mit Händlern über das Meer und durchwanderte mit ihnen wochenlang ein verwüstetes Land, das er, wie die meisten anderen besuchten Orte, in der confessio nicht konkret benennt. Er kehrte zu seinen Verwandten zurück; es ist jedoch davon auszugehen, dass er danach auf dem europäischen Festland Mönch und Priester wurde und lange Jahre in einem Kloster verbrachte, eventuell in Gallien (da er „heidnische Franken“ erwähnt). Die Historikerin Erna Patzelt verortet den Ort seiner Bildung in Marmoutier und in der Abtei Lérins.
Eines Nachts, so schreibt Patrick, habe er Stimmen gehört, die ihn nach Irland zurückriefen und die er als die Stimme des irischen Volkes zu erkennen meinte. Papst Coelestin I. soll Patrick daher 432 auf seine Bitte hin nach Irland entsandt haben. Patrick gründete dort Klöster, Schulen und Kirchen, darunter als Mutterkirche die Kathedrale von Armagh und übte seine Missionstätigkeit bis zu seinem Tod (angeblich am 17. März 461) aus. Er bezeichnet sich in seinen Schriften selbst als Bischof (episcopus), allerdings ist umstritten, was er damit genau meint. Als er (möglicherweise im County Down) starb, soll er tausende Iren zum christlichen Glauben bekehrt haben. Patrick vermittelte aber nicht nur seine Religion, sondern auch seine Bildung. Geschichten wurden von nun an niedergeschrieben und nicht mehr nur mündlich überliefert. Seine eigene Lebensgeschichte hat er wahrscheinlich selbst verfasst, ebenso einen Brief „an die Soldaten des Coroticus“, der ein Massaker an irischen Christen durch Krieger eines britischen Warlords anprangert. Die Niederschrift eines Gesprächs mit einem heidnischen Kelten, in dem auf die Frage nach seinen Werten geantwortet wird „Wahrheit im Herzen, Kraft im Arm, Erfüllung in der Rede“, wird ebenfalls Patrick zugeschrieben.
Die Legenden wurden mindestens hundert Jahre später verfasst. Dort wird erzählt, Patrick habe bei einer Predigt die Insel von allen Schlangen befreit und dies nicht nur mit der Macht seiner Worte, sondern unter tatkräftigem Einsatz seines Bischofsstabes. Tatsächlich gab es im nacheiszeitlichen Irland keine giftigen Schlangen: Die Vertreibung der Schlangen ist bildlich gemeint und steht für die Vertreibung des heidnischen Glaubens und böser Dämonen. Dieses Motiv findet sich in vielen christlichen Legenden im Zusammenhang mit vielen Klostergründungen (z. B. auf der Reichenau).
Während die meisten Historiker davon ausgehen, dass der historische Patrick der Sohn christlicher römischer Gutsbesitzer in Britannien war, ist bei anderen Aspekten (einschließlich des genauen Geburts- und Sterbedatums) unklar, inwieweit sie den Tatsachen entsprechen.

## Patrick und Palladius
Moderne Untersuchungen über Patrick folgen oft einer Art von „Zwei-Patrick“-Theorie, wie sie von T. F. O’Rahilly vertreten wird. Demzufolge wurden später viele Informationen Patrick zugeschrieben, die aber ursprünglich Palladius, der im 5. Jahrhundert als Diakon aus Gallien nach Irland kam, betrafen. Jedoch war Palladius nicht der erste Geistliche, der nach Irland kam. Hierbei werden häufig Auxilius, Secundinus und Iserninus mit den ersten Kirchen in Munster und Leinster angeführt. Ferner wird angenommen, dass Palladius von Papst Coelestin I. nach Irland geschickt wurde. Der entsprechende Hinweis findet sich in der Chronik des Prosper Tiro von Aquitanien:

„Palladius wurde von Coelestin I. ordiniert und als erster Bischof zu den irischen Christen gesandt.“

Prosper bringt diese Ordination in Verbindung mit dem Besuch des Germanus von Auxerre zur Unterdrückung der pelagianischen Häresie in Britannien. Um eine Etablierung unter den katholischen Christen zu verhindern, soll auch Palladius dorthin geschickt worden sein. Vor diesem Hintergrund soll es die Mission von Palladius und seinen Begleitern gewesen sein, für die bereits existierenden Christen Irlands zu sorgen, und nicht, die Ausbreitung des Christentums zu forcieren. Da Palladius aber später als Verbreiter der „rechten Lehre“ verehrt wurde, könnten Elemente aus seiner Vita in die Patrick-Legende eingeflossen sein.

## Nachwirken
Patrick soll die Dreifaltigkeit anhand des Kleeblattes (Trifolium) erklärt haben, das zum irischen Nationalemblem wurde.

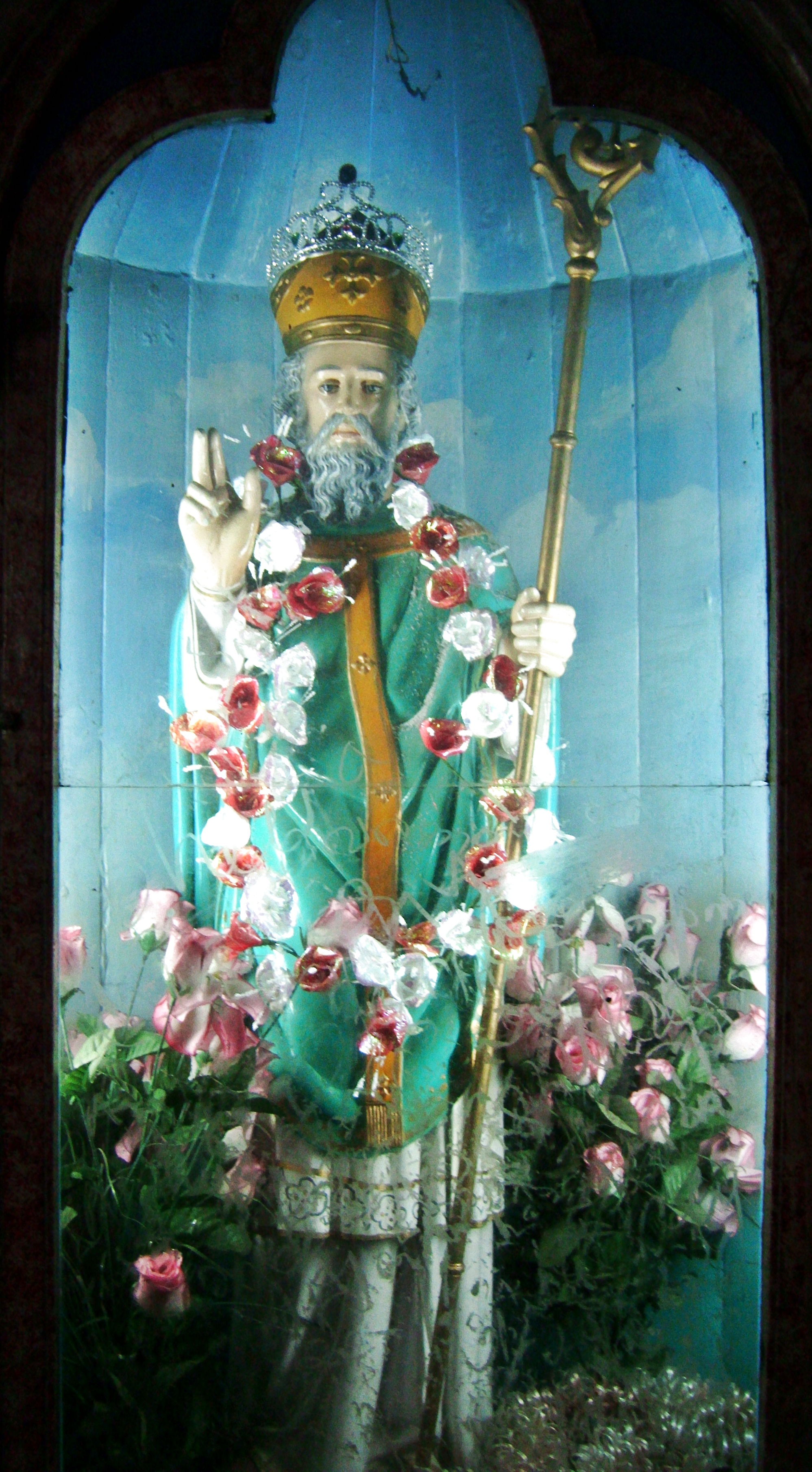
Patrick-Statue in Kerala, Indien, wo der Heilige als Patron gegen Schlangen verehrt wird

Viele Sehenswürdigkeiten werden mit ihm in Zusammenhang gebracht: die Kirche, wo er erstmals predigte, sein Grab in Downpatrick, County Down, Nordirland, und seine Statue auf Irlands heiligem Berg – Croagh Patrick –, wo er vierzig Tage ohne Nahrung und Wasser verbracht haben soll wie Jesus in der Wüste. Tausende Katholiken pilgern jährlich auf diesen Berg. Straßen und Plätze wurden nach ihm benannt.
Sein Todestag wurde zum irischen Nationalfeiertag und wird – auch in der irischen Diaspora – als Saint Patrick’s Day gefeiert.
Die Namen Patrick (Jungen) und Patricia (Mädchen) sind nach wie vor beliebte Namen in Irland und bei Irischstämmigen in Amerika, Australien und anderen Ländern. Patrick wird oft zu Paddy oder Pat abgekürzt, und Paddy wird oft als Spitzname für die Iren benutzt (besonders in England).
Im haitianischen Voodoo wird Sankt Patrick synkretistisch mit der Gestalt des Loa Damballah gleichgesetzt, einem „Schlangengott“, der als Vaterfigur verehrt wird.

### Namensgeber
Patrick ist unter anderem Namensgeber für
- St. Patrick’s Gesellschaft für auswärtige Missionen
- Order of Saint Patrick
- Purgatorium des heiligen Patrick, ein Wallfahrtsort (Fegefeuer des St. Patrick) auf Station Island im Lough Derg, County Donegal
- St. Patrick’s Island (Irland)
- St. Patrick’s Isle, Gezeiteninsel
- St. Patrick (Toronto Subway)
- St Patrick’s Athletic Fußballverein
- Toronto Maple Leafs (von 1919 bis 1927 „Toronto St. Patricks“), Eishockeymannschaft

## Gedenktag

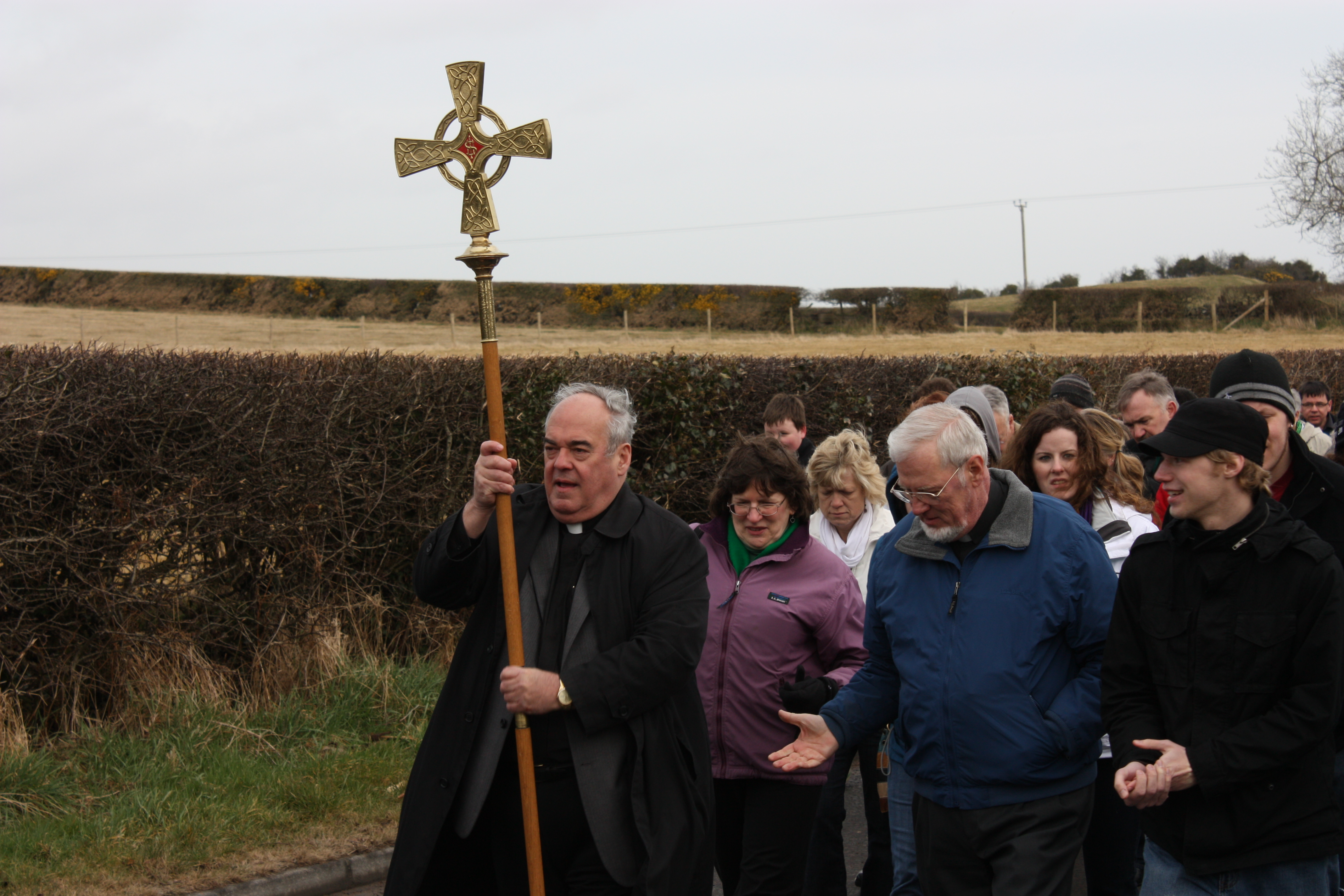
Sankt-Patricks-Tag Prozession in Downpatrick, County Down (Nordirland)

Der 17. März ist der Gedenktag des heiligen Patrick:
- Evangelisch (Gedenktag im Evangelischen Namenkalender der EKD[6] und im Lutheran Worship von ELCA[7] und LCMS)[8]
- Römisch-katholisch (Nichtgebotener Gedenktag im Allgemeinen Römischen Kalender)
- Anglikanisch[9]
- Orthodox[10]